# Hyphodiscus
Hyphodiscus Kirschst. – rodzaj grzybów z rodziny Hyphodiscaceae. 

## Systematyka i nazewnictwo
Pozycja w klasyfikacji według Index Fungorum: Hyphodiscaceae, Helotiales, Leotiomycetidae, Leotiomycetes, Pezizomycotina, Ascomycota, Fungi.
Synonimy: Incrupilella Svrček, Tanglella Höhn.

## Gatunki
- Hyphodiscus auricolor (Raitv.) Raitv. 2004
- Hyphodiscus brachyconius (W. Gams) Hosoya 2014
- Hyphodiscus brevicollaris (W. Gams) Hosoya 2014
- Hyphodiscus delitescens Huhtinen & Döbbeler 2010
- Hyphodiscus hyaloscyphoides Hosoya, J.G. Han & G.H. Sung 2011
- Hyphodiscus hymeniophilus (P. Karst.) Baral 1993
- Hyphodiscus incrustatus (Ellis) Raitv. 2004
- Hyphodiscus luxurians (Bogale & Unter.) Hosoya 2014
- Hyphodiscus otanii Hosoya 2002
- Hyphodiscus pinastri R. Galán & Raitv. 2004
- Hyphodiscus smaragdinus (Kirschst.) Baral 2015
- Hyphodiscus stereicola Raitv., Pärtel & K. Põldmaa 2011
- Hyphodiscus theiodeus (Cooke & Ellis) W.Y. Zhuang 1988

Nazwy naukowe na podstawie Index Fungorum.